# Drew Karpyshyn

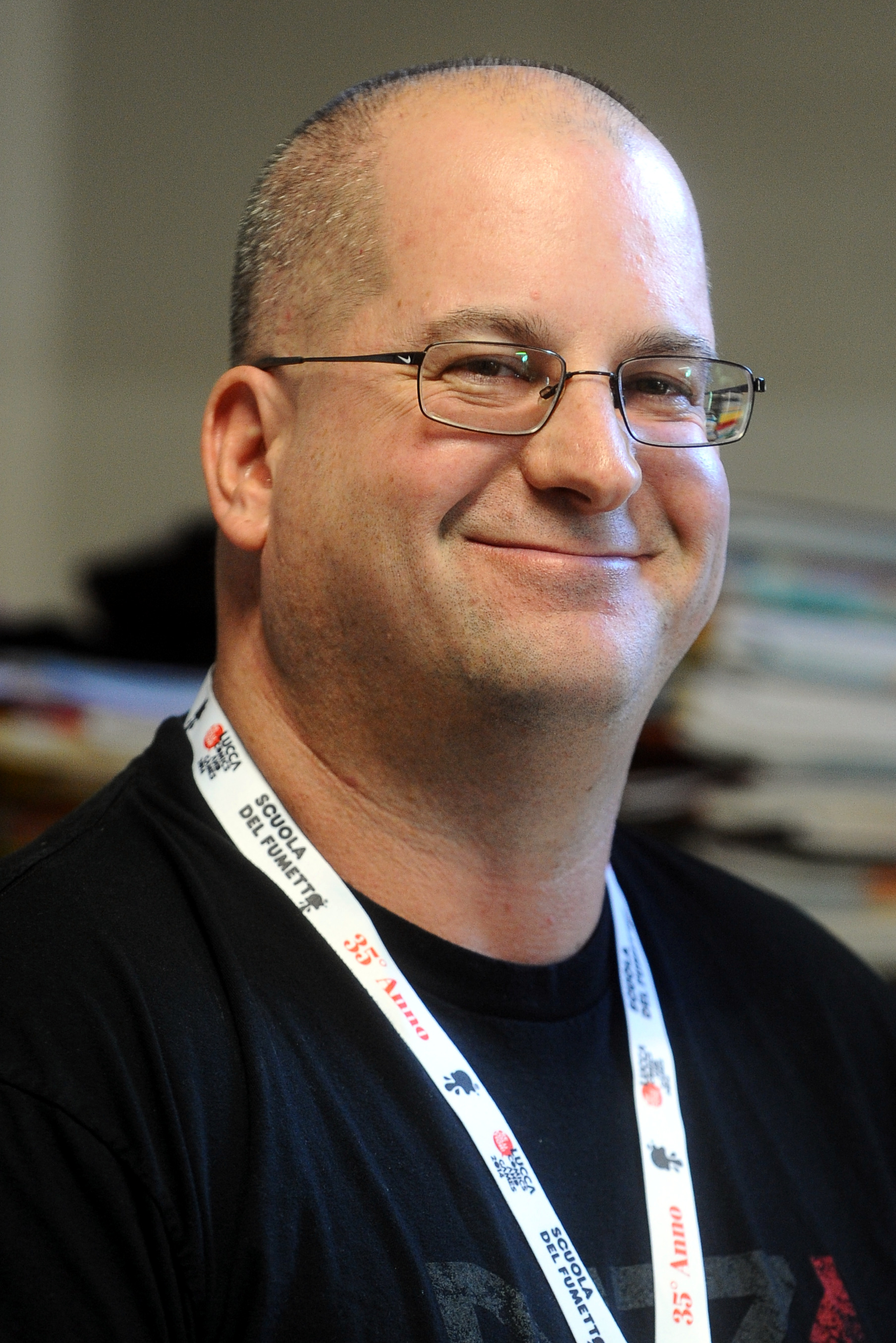
Drew Karpyshyn – Lucca Comics & Games 2014.

Drew Karpyshyn (* 28. Juli 1971 in Edmonton, Alberta) ist ein kanadischer Romanautor und Schreiber von Storylines für Videospiele.

## Leben
Karpyshyn wuchs in St. Albert nahe seiner Geburtsstadt auf. Er schrieb den Großteil der Geschichte des preisgekrönten Star-Wars-Spiels Star Wars: Knights of the Old Republic und war an der Herstellung der Baldur’s-Gate-Reihe beteiligt. Bei BioWares Spiel Mass Effect war er zum ersten Mal Hauptverantwortlicher für das Drehbuch eines Spieles. Neben BioWare war Karpyshyn auch bei Wizards of the Coast angestellt. Im Februar 2009 zählte ihn das Branchenmagazin Gamasutra zu den 20 wichtigsten Computerspieleautoren. Im Februar 2012 verließ er BioWare, um sich vollständig dem Schreiben von Romanen zu widmen. Er verfasste u. a. die Darth-Bane-Trilogie. Er lebt zusammen mit seiner Ehefrau Jennifer in Austin (Texas).

## Mitarbeit an Spielen
- 2000: Baldur’s Gate II: Schatten von Amn
- 2001: Baldur’s Gate II: Thron des Bhaal
- 2002: Neverwinter Nights
- 2003: Star Wars: Knights of the Old Republic
- 2005: Jade Empire
- 2007: Mass Effect
- 2010: Mass Effect 2
- 2011: Star Wars: The Old Republic
- 2019: Anthem

## Veröffentlichungen

### Kinder des Chaos
- 2014: Die Brut des Feuers, Blanvalet Verlag, ISBN 978-3-442-26976-1 (Children of Fire, 2013)
- 2016: Die dunkle Flamme, Blanvalet Verlag, ISBN 978-3-7341-6023-3 (The Scorched Earth, 2015)
- 2018: Die Nacht des Dämons, Blanvalet Verlag, ISBN 978-3-641-21812-6 (Chaos Unleashed, 2015)

### Mass Effect
- 2007: Die Offenbarung, Panini Verlag, ISBN 978-3-8332-1648-0 (Revelation, 2007), deutsch von Mick Schnelle
- 2008: Der Aufstieg, Panini Verlag, ISBN 978-3-8332-1745-6 (Ascension, 2008), deutsch von Mick Schnelle
- 2010: Vergeltung, Panini Verlag, ISBN 978-3-8332-2128-6 (Retribution, 2010), deutsch von Mick Schnelle

### Star Wars

#### Darth Bane
- 2007: Schöpfer der Dunkelheit, Blanvalet Verlag, ISBN 978-3-442-26981-5 (Path of Destruction, 2006)
- 2008: Die Regel der Zwei, Blanvalet Verlag, ISBN 978-3-442-26596-1 (Rule of Two, 2007)
- 2011: Dynastie des Bösen, Blanvalet Verlag, ISBN 978-3-442-37559-2 (Dynasty of Evil, 2009)

#### The Old Republic
- 2012: Revan, Panini Verlag, ISBN 978-3-8332-2373-0 (Revan, 2010)
- 2013: Vernichtung, Panini Verlag, ISBN 978-3-8332-2608-3 (Annihilation, 2012)

### Nicht übersetzt
- 2001: Baldur's Gate II: Throne of Bhaal, Wizards of the Coast, ISBN 978-0-7869-1985-7 (Roman zum Spiel)
- 2001: Temple Hill, Wizards of the Coast, ISBN 978-0-7869-1871-3
- 2015: A Minor Malevolent Spirit and Other Tales, Curtis Brown Unlimited, ISBN 978-0-6924-4695-9
- 2022: Time Kings of Las Vegas, Drew Karpyshyn Creating Writing LLC, ISBN 979-8-9865-3960-7